# Viktor Östlund
Viktor Östlund (født 19. Januar 1992) er en svensk håndboldspiller, der spiller for TTH Holstebro 
og for det svenske håndboldlandshold.